# Vachonobisium heros
Espèce
Synonymes
- Gymnobisium heros Beier, 1964

Vachonobisium heros est une espèce de pseudoscorpions de la famille des Gymnobisiidae.

## Distribution
Cette espèce est endémique de la région de Santiago au Chili. Elle se rencontre vers Farellones.

## Description
La femelle holotype mesure 4 mm.

## Systématique et taxinomie
Cette espèce a été décrite sous le protonyme Gymnobisium heros par Beier en 1964. Elle est placée dans le genre Vachonobisium par Vitali-di Castri en 1970.

## Publication originale
- Beier, 1964 : Die Pseudoscorpioniden-Fauna Chiles. Annalen des Naturhistorischen Museums in Wien, vol. 67, p. 307-375 (texte intégral).